# گریگور اورجا
گریگور اورجا (انگلیسی: Grigore Obreja; ۶ نوامبر ۱۹۶۷ – ۲۹ مهٔ ۲۰۱۶) قایقران کانو اهل رومانی بود.